# Bahía de Mirabello

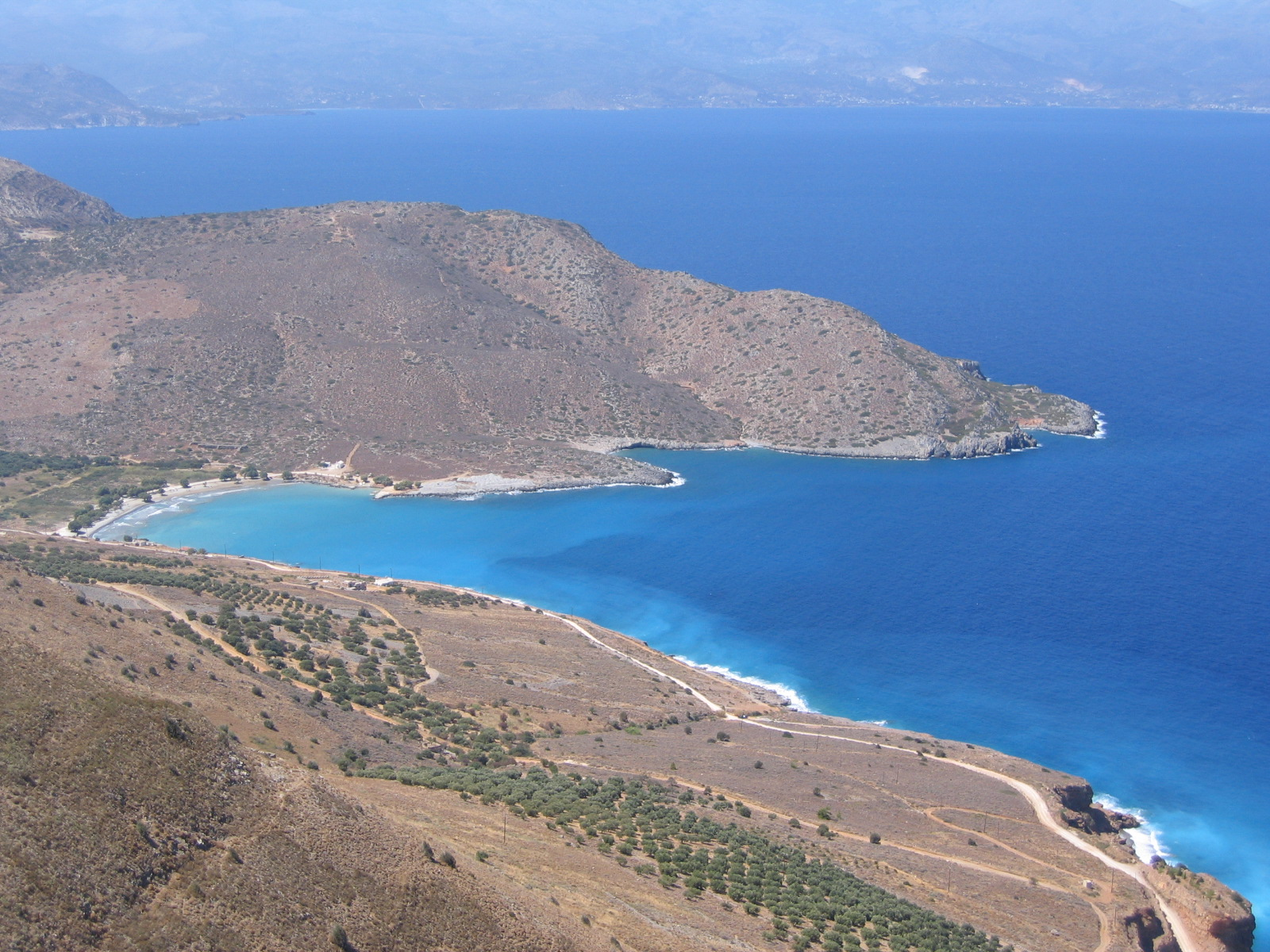
La bahía de Mirabello

La bahía de Mirabello es una bahía del mar de Creta situada en la parte nordeste de Creta (Grecia). Esta zona fue importante en la ocupación prehistórica de la isla de Creta.

## Antigüedad

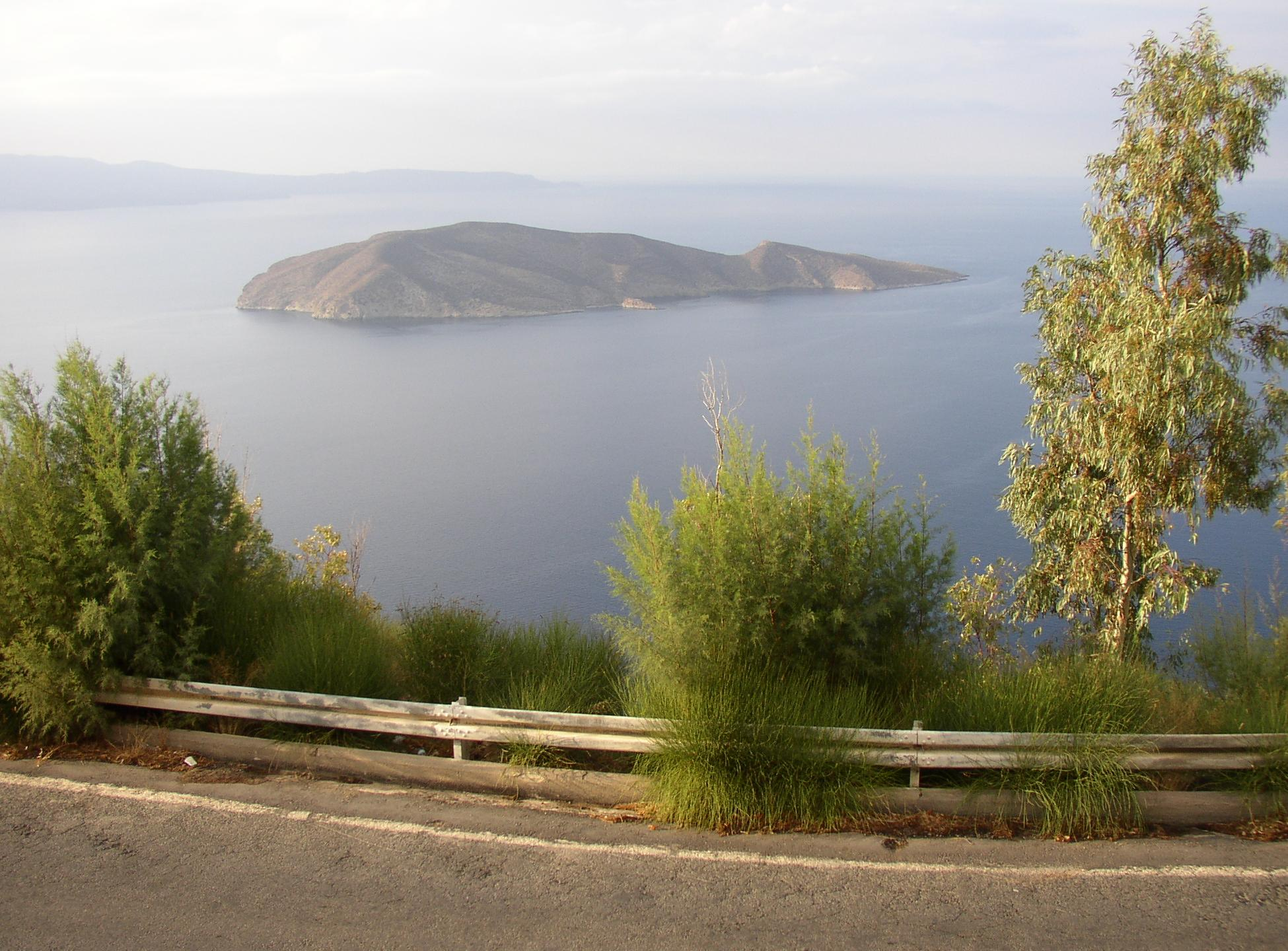
Isla de Psira en la bahía de Mirabello

La costa de la bahía de Mirabello es famosa por su papel en el desarrollo de la metalurgia del cobre en torno al año 3000 a. C. En el minoico tardío se fundaron ciudades elevadas orientadas a la bahía como ciudades de refugio, incluyendo Karfi. Más adelante, durante la invasión doria de la isla, se crearon nuevos asentamientos elevados que daban a la bahía de Mirabello, como por ejemplo la ciudad de Lato.